# Polana ocellata
Polana ocellata är en insektsart som beskrevs av Spångberg 1878. Polana ocellata ingår i släktet Polana och familjen dvärgstritar. Inga underarter finns listade i Catalogue of Life.